# Brokey
Brokey és l'illa més gran de Breiðafjörður, Islàndia. Té una superfície de 3,7 km² i el seu punt més alt es troba a 34 metres sobre el nivell del mar. Fa aproximadament 1 km d'ample per 4 km de llargada.
L'illa ha estat habitada des de fa molt de temps. Habitants il·lustres han estat Jón Pétursson (1584-1667), caçador de falcons i pioner en la criança d'èiders i Hans Becker, escriptor. A l'illa es conserven les restes d'un enginyós molí fariner impulsat per les marees.